# Guillain-Barrés syndrom
Guillain-Barrés syndrom, eller polyradikuloneuropati, er en akut autoimmun nervesygdom, som kendetegnes ved paralyse. Guillain-Barré minder i sit forløb om polio, men adskiller sig fra denne bl.a. ved at lammelserne i de fleste tilfælde aftager.
Guillain-Barrés syndrom er i dag den almindeligste paralytiske sygdom i Vesten.
Sygdommen begynder med perifere lammelser og ofte i begge sider. Lammelserne begynder i reglen i benene og spreder sig derefter opad efterhånden som betændelsesprocessen vandrer op gennem rygmarven. I alvorlige tilfælde kan selv det autonome nervesystem angribes, hvilket påvirker åndedrætsmuskulaturen, og der kan indtræde en lammelse af åndedrættet. Feber forekommer i reglen ikke under sygdommen.
Prognosen for Guillain-Barrés syndrom er god. Den sygdomsramte har dog behov for god pleje under sygdomsforløbet. Ca. 80 % bliver helt raske, 15 % får nogen grad af permanent påvirkning af nervesystemet og ca. 5 % dør som følge af lammelse af åndedrættet.

## Kendte med sygdommen
- Morten Wieghorst, den danske fodboldspiller fik diagnosen i 2000 og måtte sidde over i en hel sæson inden han kunne spille igen i november 2001.[kilde mangler]
- Andy Griffith, skuespilleren fra bl.a. TV serien Matlock. Han fik Guillain-Barré i 1983. [1]
- Joseph Heller, forfatter, fik sygdommen i 1981. Denne episode i hans liv omtales i hans selvbiografi No Laughing Matter, som skiftevis indeholder kapitler af Heller og hans gode ven Speed Vogel.[2]
- Franklin D. Roosevelt, amerikansk præsident. I 2003 viste en undersøgelse[3] at det var mere sandsynligt, at hans paralytiske sygdom – som længe ansås for at være polio – rent faktisk var Guillain-Barrés syndrom.
- Tony Benn, britisk politiker.[4]
- Christian Lind Thomsen, en dansk badmintonspiller fik diagnosen i september 2019. Han var til badminton træning søndag og under en uge efter var han blevet lam.[kilde mangler]